# Hylomyscus parvus
Hylomyscus parvus (A.Brosset, G.Dubost & Heim de Balsac, 1965) è un roditore della famiglia dei Muridi diffuso nell'Africa centro-occidentale.

## Descrizione

### Dimensioni
Roditore di piccole dimensioni, con la lunghezza della testa e del corpo tra 56 e 77 mm, la lunghezza della coda tra 87 e 120 mm, la lunghezza del piede tra 14 e 16 mm, la lunghezza delle orecchie tra 13 e 15 mm e un peso fino a 16 g.

### Aspetto
Le parti dorsali sono marroni scure, con la base dei peli grigia e i fianchi più chiari, mentre le parti ventrali sono bianco-brunastre. Le orecchie sono grandi, arrotondate e prive di peli. Il dorso delle mani è cosparso di peli biancastri. La coda è molto più lunga della testa e del corpo, è chiara e cosparsa di piccoli peli chiari. Le femmine hanno un paio di mammelle pettorali e due paia inguinali. Il cariotipo è 2n=46 FN=70.

## Biologia

### Comportamento
È una specie arboricola e notturna.

### Alimentazione
Si nutre di frutta ed insetti.

### Riproduzione
Le femmine danno alla luce 2-3 piccoli alla volta.

## Distribuzione e habitat
Questa specie è diffusa nel Camerun centrale e sud-orientale, Congo occidentale, Gabon settentrionale e Repubblica Centrafricana sud-occidentale. Una popolazione isolata è presente nella Repubblica Democratica del Congo centro-settentrionale. Probabilmente è presente anche nel Rio Muni.
Vive nelle foreste umide primarie e secondarie.

## Conservazione
La IUCN Red List, considerato il vasto areale e la popolazione numerosa, classifica H.parvus come specie a rischio minimo (Least Concern).